# Molly Beckwith-Ludlow
Molly Beckwith-Ludlow (née Molly Elizabeth Beckwith le 4 août 1987 à Worthington) est une athlète américaine, spécialiste du 800 mètres. 

## Biographie
En 2015, elle remporte le titre du relais 4 × 800 m des Relais mondiaux de l'IAAF à Nassau en compagnie de Chanelle Price, Maggie Vessey et Alysia Montaño, établissant un nouveau record d'Amérique du Nord, d'Amérique centrale et des Caraïbes en 8 min 0 s 62. En juillet, lors du Meeting Areva, elle porte son record personnel sur 800 m à 1 min 58 s 68.

## Palmarès
| Date | Compétition               | Lieu   | Résultat | Épreuve   | Temps        |
| ---- | ------------------------- | ------ | -------- | --------- | ------------ |
| 2015 | Relais mondiaux de l'IAAF | Nassau | 1re      | 4 x 800 m | 8 min 0 s 62 |

### Records
| Épreuve | Performance   | Lieu   | Date            |
| ------- | ------------- | ------ | --------------- |
| 800 m   | 1 min 57 s 68 | Monaco | 15 juillet 2016 |